# Santa Cruz (Santa Cruz)
Santa Cruz è un distretto della Costa Rica, capoluogo dell'omonimo cantone nella provincia di Guanacaste, situata a nord ovest del paese a pochi chilometri dall'Oceano Pacifico.

## Origini e storia
La città è stata fondata nel 1782 e inizialmente prese il nome di Delicias. 
La moglie del fondatore del primo nucleo urbano, Bernabela Ramos, fece apporre una grossa croce di legno all'esterno della sua casa. In onore di quella croce ogni anno si recitava un rosario; ben presto questa abitudine divenne di grande richiamo per la gente che abitava le campagne limitrofe, tanto che si decise di cambiare il nome della città da Delicias a Santa Cruz.

## Feste e tradizioni popolari

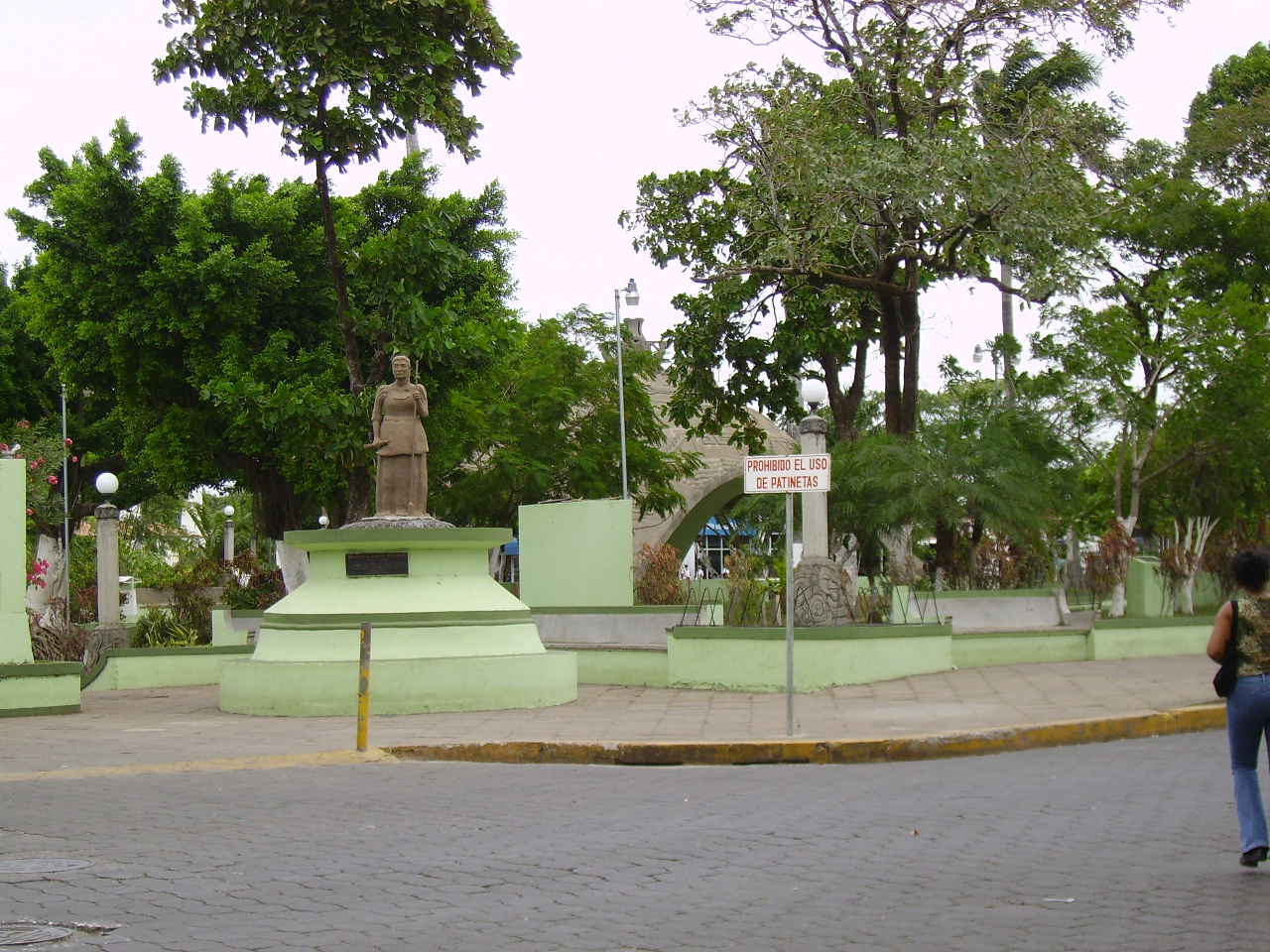
Il parco di Santa Cruz, con evidenza della statua in memoria di Bernabela Ramos Sequeira, alla quale la tradizione attribuisce la fondazione della città

La città di Santa Cruz è conosciuta come la "Città folklorica" della Costa Rica. Ogni anno, durante la prima decade del mese di gennaio vi si svolge una tradizionale festa che richiama migliaia di turisti da tutto il Paese.
Durante i primi giorni di festa, presso il parco "Bernabela Ramos Sequeira" di Santa Cruz si susseguono balli folkloristici, spettacoli di teatro e di cabaret, concerti di marimbas (strumento musicale simile allo xilofono, tipico della cultura popolare della provincia di Guanacaste). Negli ultimi giorni di festa, nella piazza principale del paese, Plaza de los mangos, viene allestita una Plaza de Toros dove vengono organizzati rodei.

## Monumenti e luoghi d'interesse
La città di Santa Cruz è ubicata in pianura nella parte nord-ovest della Penisola di Nicoya, in piena pampa guanacasteca, racchiusa tra i fiumi Dirià e Enmedio. Il clima è caldo e secco, con temperature che superano abbondantemente i 30° durante la stagione estiva e scendono leggermente durante la stagione delle piogge (che va da maggio a novembre).
Attivo centro commerciale, Santa Cruz è il crocevia dei turisti che sono diretti verso le spiagge del Pacifico, fra le quali occorre ricordare Playa Tamarindo, Playa Flamingo, Playa Conchal, Playa Brasilito e Playa Avellanas, tutte comprese nella superficie del cantón di Santa Cruz.
A pochi chilometri da Santa Cruz, sulla strada per Santa Barbara, si trova il centro di Guaytil, famoso in tutto il paese per la lavorazione artistica della terracotta senza l'utilizzo del tornio.

## Economia
L'economia è basata prevalentemente sullo sfruttamento dell'agricoltura, sul turismo e sui servizi (distribuzione di energia elettrica).
La terra è suddivisa in fincas, appezzamenti di terreno spesso di notevoli dimensioni, ove viene praticato l'allevamento del bestiame e la coltivazione della canna da zucchero.
Il turismo è particolarmente sviluppato lungo la costa soprattutto a Tamarindo, località che è anche sede aeroportuale, dove negli ultimi anni si è assistito ad un rapido sviluppo di infrastrutture alberghiere e ricettive, anche di lusso, nonostante la carenza di una rete stradale adeguata.

## Aree protette
Nel cantone di Santa Cruz, nei pressi di Tamarindo, si trova il Parco Nazionale Marino Las Baulas, istituito con Decreto nel 1991. La sua estensione territoriale è di 612 ettari. Il parco è di importanza internazionale in quanto sulle sue spiagge ogni anno nidifica la Tartaruga liuto (Dermochelys cariacea), specie in via di estinzione.